# Mantón de Manila

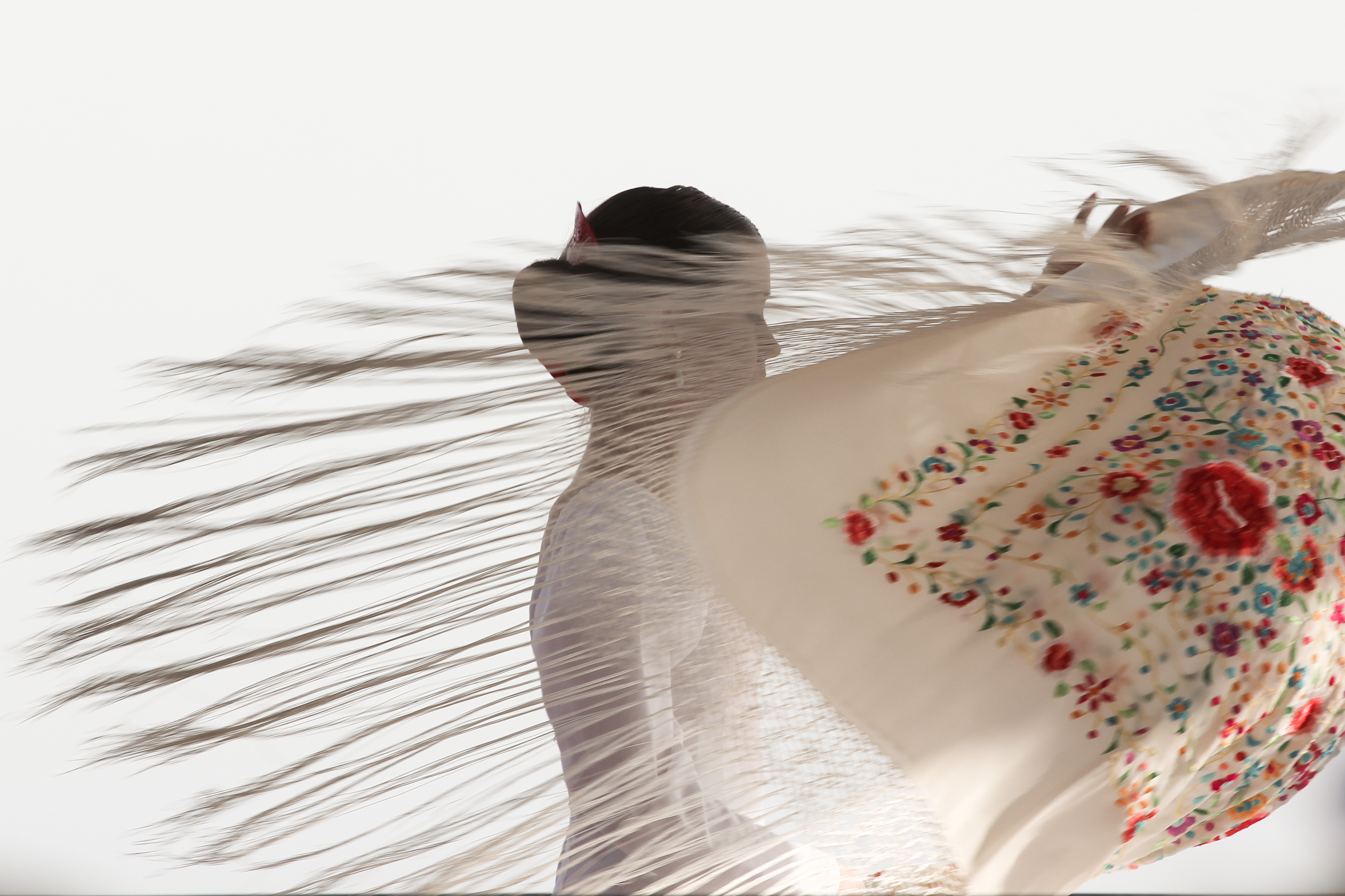
Flamencotänzerin mit Mantón de Manila

Der Mantón de Manila, Plural Mantones de Manila, ist ein quadratisches Tuch aus Seide. Er ist in leuchtenden Farben mit Blumen, Vögeln oder Fantasie-Motiven bestickt und rundum mit Fransen geschmückt. Traditionell war er Bestandteil der förmlichen, eleganten Damenmode Spaniens und Lateinamerikas. Speziell in Andalusien ist er zu feierlichen Anlässen und im Flamenco ein beliebtes Accessoire.

## Geschichte
Die landläufige Vermutung, der Ursprung des Kleidungsstücks liege im alten China, wird von Historikern in Frage gestellt. Vielmehr sei es für die Bedürfnisse des spanischen Kolonialreichs, speziell für Kundinnen im amerikanischen Neuspanien, gefertigt worden. Von den Produktionsstätten im südchinesischen Guangdong gelangte es über die philippinische Hauptstadt Manila nach Spanien und Lateinamerika. Mitte des 19. Jahrhunderts war die Nachfrage so groß, dass in Guangzhou eigens eine Zone für die Herstellung dieser Tücher eingerichtet wurde.
Der kanarische Schriftsteller Benito Pérez Galdós entwickelte in seinem Roman Fortunata y Jacinta eine literarische Referenz des Mantón de Manila. Er schilderte dort dessen Rolle in der Gesellschaft der spanischen Hauptstadt Madrid:

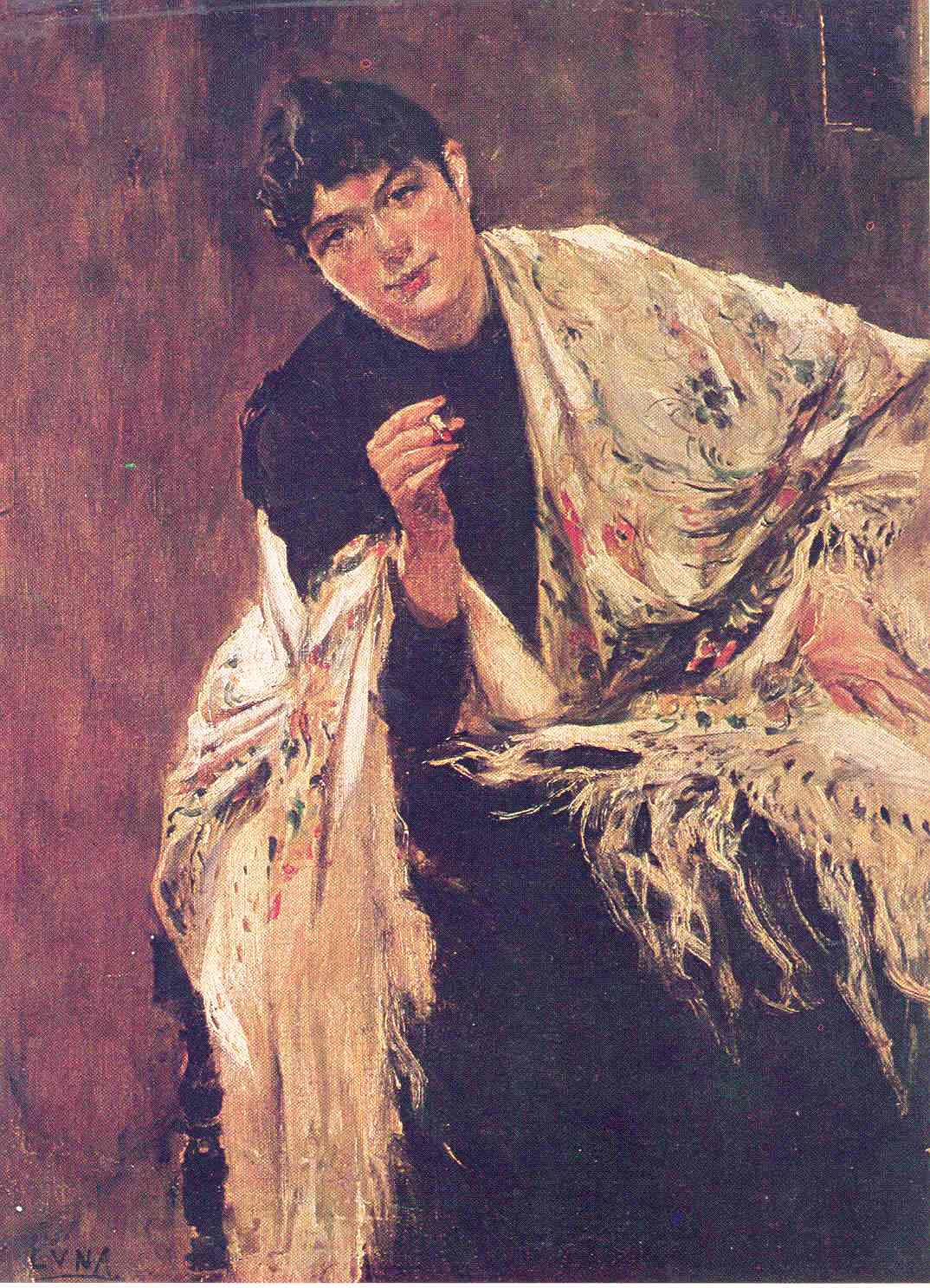
Chula, Gemälde des philippinischen Malers Juan Luna, ca. 1895

«… el ingenio bordador de los pañuelos de Manila(...), el poeta fecundísimo de esos madrigales de crespón compuestos con flores y rimados con pájaros. A este ilustre chino deben las españolas el hermosísimo y característico chal que tanto favorece su belleza, el mantón de Manila, al mismo tiempo señoril y popular, pues lo han llevado en sus hombros la gran señora y la gitana. Envolverse en él es como vestirse con un cuadro. La industria moderna no inventará nada que iguale a la ingenua poesía del mantón, salpicado de flores, flexible, pegadizo y mate, con aquel fleco que tiene algo de los enredos del sueño y aquella brillantez de color que iluminaba las muchedumbres en los tiempos en que su uso era general. Esta prenda hermosa se va desterrando, y sólo el pueblo la conserva con admirable instinto. Lo saca de las arcas en las grandes épocas de la vida, en los bautizos y en las bodas, como se da al viento un himno de alegría en el cual hay una estrofa para la patria. El mantón sería una prenda vulgar si tuviera la ciencia del diseño; no lo es por conservar el carácter de las artes primitivas y populares; es como la leyenda, como los cuentos de la infancia, candoroso y rico de color, fácilmente comprensible y refractario a los cambios de la moda.»

„… der geniale Sticker der Tücher aus Manila (…), der fruchtbarste Dichter jener Madrigale aus feinem Flor, die er aus Blumen komponiert und aus Vögeln reimt. Diesem illustren Chinesen verdanken die Spanierinnen das schöne und charakteristische Tuch, das ihre Schönheit so sehr begünstigt, den Mantón de Manila, der gleichzeitig herrschaftlich und volkstümlich ist, von der großen Dame und der Gitana auf den Schultern getragen. Sich darin einzuhüllen ist wie das Ankleiden in einem Gemälde. Die moderne Industrie wird nichts erfinden, was der arglosen Poesie des Mantón entspricht, der mit Blumen gesprenkelt ist, schmiegsam, handlich und seidenmatt, und mit diesem Fransenrand. Der Mantón hat etwas von den Verstrickungen des Traums und jene Helligkeit der Farbe, die die Menschenmassen erleuchtete, als sein Gebrauch noch allgemein war. Dieses schöne Kleidungsstück wird verpönt, und nur das Volk bewahrt es mit bewundernswertem Instinkt. Bei den großen Momenten des Lebens, bei Taufen und Hochzeiten, nehmen sie es aus der Truhe, wie eine Hymne der Freude an den Wind, in der es eine Strophe für die Heimat gibt. Gemäß der Wissenschaft der Gestaltung wäre der Mantón ein vulgäres Kleidungsstück; dem ist jedoch nicht so, denn es wahrt den Charakter der einfachen und volkstümlichen Kunst; es ist wie eine Legende, wie die Geschichten der Kindheit, unschuldig und reich an Farben, leicht verständlich und widerspenstig gegen den Wandel der Mode.“

Wenig später schilderte er den Zusammenbruch des asiatischen Textilhandels, nachdem dieser durch „ernsthafte“ Mode aus Paris und London verdrängt worden war:

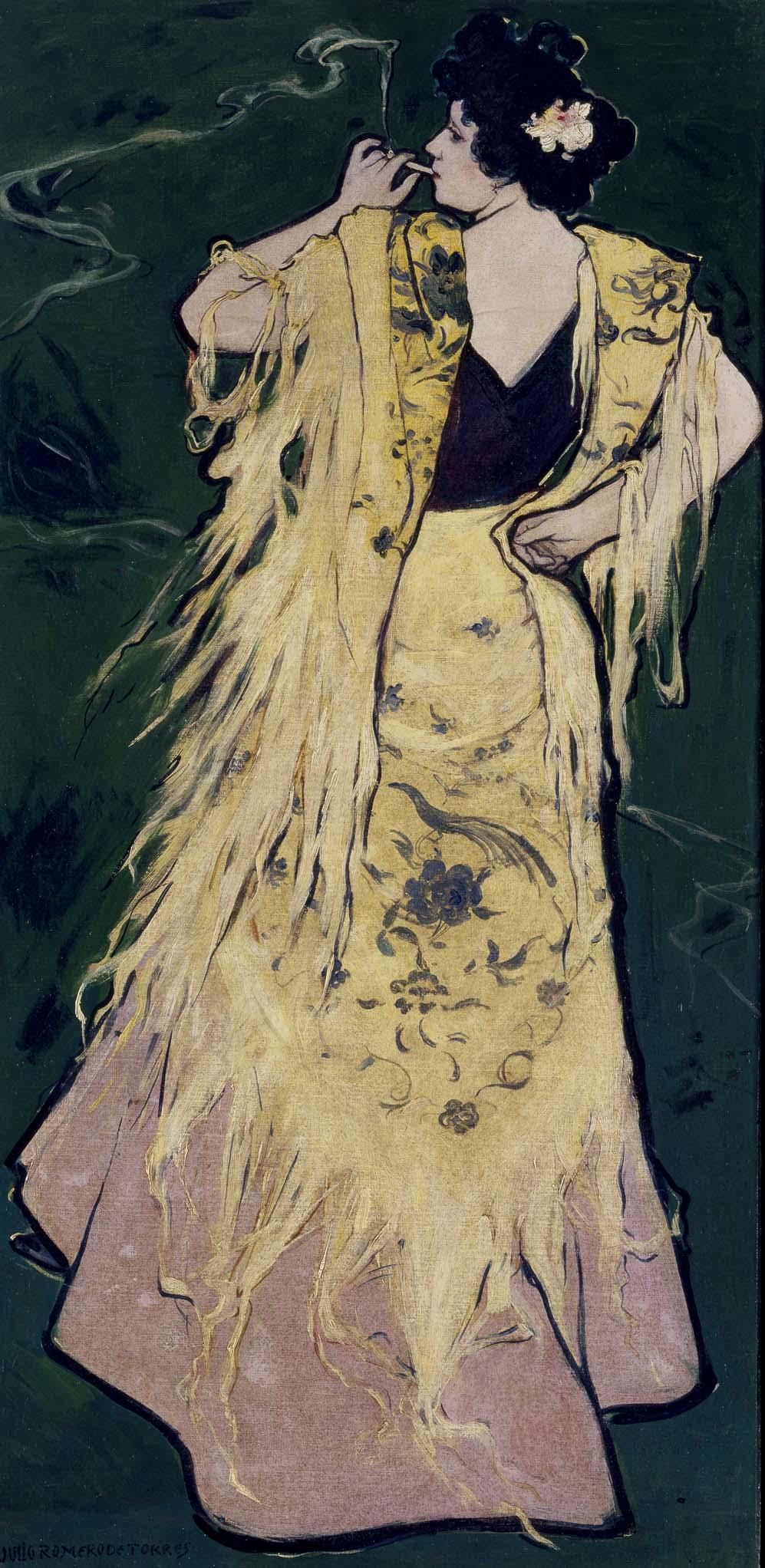
Manola von Julio Romero de Torres, ca. 1900. Museo Reina Sofía.

«Las comunicaciones rápidas nos trajeron mensajeros de la potente industria belga, francesa e inglesa, que necesitaban mercados. (…) Al propio tiempo arramblaban por los espléndidos pañuelos de Manila, que habían ido descendiendo hasta las gitanas. También se dejó sentir aquí, como en todas partes, el efecto de otro fenómeno comercial, hijo del progreso. Refiérome a los grandes acaparamientos del comercio inglés, debidos al desarrollo de su inmensa marina. Esta influencia se manifestó bien pronto en aquellos humildes rincones de la calle de Postas por la depreciación súbita del género de la China. (…) Al fundar los ingleses el gran depósito comercial de Singapore, monopolizaron el tráfico del Asia y arruinaron el comercio que hacíamos por la vía de Cádiz y cabo de Buena Esperanza con aquellas apartadas regiones. Ayún y Senquá dejaron de ser nuestros mejores amigos, y se hicieron amigos de los ingleses. El sucesor de estos artistas, el fecundo e inspirado King-Cheong se cartea en inglés con nuestros comerciantes y da sus precios en libras esterlinas. Desde que Singapore apareció en la geografía práctica, el género de Cantón y Shangai dejó de venir en aquellas pesadas fragatonas de los armadores de Cádiz, los Fernández de Castro, los Cuesta, los Rubio; y la dilatada travesía del Cabo pasó a la historia como apéndice de los fabulosos trabajos de Vasco de Gama y de Alburquerque. La vía nueva trazáronla los vapores ingleses combinados con el ferrocarril de Suez.»

„Mit den schnellen Verkehrsverbindungen kamen Botschafter der mächtigen belgischen, französischen und englischen Industrie, die Märkte brauchten. (…) Gleichzeitig rissen sie die prächtigen Tücher von Manila, die bis herab zu den Gitanas gelangt waren, an sich. Wie überall wirkte auch hier ein Aspekt des Handels, des Fortschritts Kind. Ich meine die großen Monopole des englischen Handels aufgrund der Entwicklung seiner riesigen Häfen. Dieser Einfluss manifestierte sich bald in den bescheidenen Winkeln der Calle de Postas durch den plötzlichen Ausfall der Ware aus China. (…) Als die Engländer das große Handelslager von Singapur gründeten, monopolisierten sie den Verkehr in Asien und ruinierten den Handel, den wir über Cádiz und das Kap der Guten Hoffnung mit diesen fernen Regionen trieben. Ayún und Senquá hörten auf, unsere besten Freunde zu sein und wurden Freunde der Engländer. Der Nachfolger dieser Künstler, der fruchtbare und inspirierte King-Cheong, schreibt Briefe in englischer Sprache an unsere Händler und nennt seine Preise in Pfund Sterling. Seit Singapur in der praktischen Geographie auftauchte, verschwand die Ware aus Kanton und Shanghai aus den schweren Fregatten der Reeder von Cádiz, der Fernández de Castro, der Cuesta, der Rubio; und die lange Reise um das Kap ging als Fußnote zu den fabelhaften Taten von Vasco da Gama und Albuquerque in die Geschichte ein. Die neue Strecke bedienten englische Dampfer in Kombination mit der Suez-Bahn.“

Auch von Mexiko ging erheblicher Einfluss auf die Gestaltung des Mantón de Manila aus. Die dort entwickelte bunte Farbigkeit begünstigte seine Popularität in Spanien. Mexikanische und chinesische Gewerke ergänzten sich und hinterließen ihre Spuren. Nach dem Rückgang der mexikanischen Seidenherstellung Ende des 18. Jahrhunderts wurden Stickereien aus Mexiko wahrscheinlich sogar auf chinesischer Seide fortgesetzt.
Im Laufe des 19. Jahrhunderts entwickelte sich die Gestaltung:
- Mantones aus der Zeit um 1820–1830 bestehen aus feinem glattem chinesischem Seidenchiffon. Sie sind mit einer einfachen Bordüre mit kleinen bestickten Blumen verziert. Die Fransen sind weniger als 10 Zentimeter lang und stammen von der Kette des Stoffes selbst.[9]
- Ab ca. 1830 bis 1850 sind die Tücher mit einer breiteren Borte versehen. Deren Inneres ist mit den herkömmlichen Blumen und Blütenmustern verziert, während das Äußere bis zu 20 Zentimeter breit sein kann und Szenen aus dem chinesischen Alltag darstellt. In der Mitte bleibt ein leerer kreuzförmiger Bereich, die Blumenmuster gruppieren sich zu den Ecken. Die Fransen sind bis zu 20 Zentimeter lang und am Stoff mit Makramee verarbeitet.[9]
- Um 1850–1970 sind die Ränder wieder einfacher, und die Szenerie rückt in die Mitte des Tuchs. Die Blumen wachsen aus den Ecken und verbinden sich mit Schmetterlingen, Pfauen und Vögeln. Die Fransen erreichen und überschreiten 20 Zentimeter, deshalb muss für die Tücher nun dickerer Seidenstoff verwendet werden. Mit den voluminösen Reifröcken wurden auch die Mantones als leuchtendes Accessoire immer beliebter.[9]
- Im letzten Drittel des 19. Jahrhunderts wurden Mantones mit szenischen Darstellungen gefertigt. Diese Szenen spielen sich in zwei Ecken des Tuchs ab, häufig in chinesischen Pavillons, und haben eine galante Anmutung. Die Gesichter der Figuren können mit Appliken aus Elfenbein verziert sein. In den anderen beiden Ecken erscheinen Vögel und Blumen. Die Fransen werden bis zu 50 Zentimetern lang.[10]

Maler wie Joaquín Sorolla, Hermen Anglada Camarasa, Ramón Casas und Julio Romero de Torres stellten den Mantón de Manila in ihren Bildern dar.
Etwa ab 1920 nahm die Verbreitung des Mantón de Manila in der allgemeinen Bekleidung ab. Es wird seitdem hauptsächlich noch bei festlichen Anlässen und zum Flamenco getragen.
Bei ihrem Besuch in Ronda im August 2010 erhielt Michelle Obama einen mehr als 200 Jahre alten Mantón de Manila als Geschenk. Er war cremefarben und bedruckt mit roten Rosen. Als im April 2011 Camilla, Herzogin von Cornwall, das Flamenco-Museum in Sevilla besuchte, schenkte man ihr einen blauen Mantón de Manila.
Heutzutage werden unter der Bezeichnung „Mantón de Manila“ auch billige Imitate aus Kunstfasern angeboten. Gleichwohl werden auch heute noch in Handarbeit kostbare Stücke aus echter Seide gefertigt. Besonders in Sevilla gibt es eine Anzahl kleinerer Betriebe.

## Herstellung und Aufbewahrung
Das große, quadratische Tuch wird in vielen Farben hergestellt, wobei die klassischen Farben Elfenbein und Schwarz sind.
Vor der Bearbeitung des Tuchs wird eine Zeichnung auf Papier erstellt und perforiert. Durch die Perforierung wird der Stoff mit Kreide markiert. Zum Besticken wird er dann auf einen Rahmen gespannt. Die gebräuchlichste Technik ist acu pictae (Latein: Nadelmalerei) in flacher Ausführung mit Paspeln. Das Werk wird mit dem Anfügen der Fransen abgeschlossen, einer von den Arabern übernommenen Verzierung, die ebenfalls mit Seidenfaden in Makrameetechnik hergestellt wird. Die Fransen werden in sogenannter Flecado-Technik aufwändig in Zierknoten geflochten. Die Knoten werden zur Datierung der Stücke verwendet, wobei die älteren Stücke aus der Zeit vor 1830 einfache Fransen ohne Makramee aufweisen. Diese Flechtarbeiten sind ein traditionelles Gewerbe der Heimarbeit in Andalusien.
Als Schutz für die lange Seereise und als Schmuckverpackung wurden auf den Philippinen quadratische Kisten aus lackiertem und vergoldetem Holz hergestellt. Sie waren verziert mit Intarsien aus Perlmutt und mit chinesischen Motiven. Darin befand sich ein weiterer Karton, in dem ein einzelnes Stück gefaltet war.
Für die Aufbewahrung sollten Mantones nach einem speziellen System gefaltet werden. Wird dieses nicht beherrscht, können sie auf einem Bügel aufgehängt und abgedeckt werden. Man kann sie auch locker, ohne Falten, in einer Schublade aufbewahren, wenn man dort von Zeit zu Zeit ihre Lage ändert. Es gibt auch gesteppte Baumwolltücher, in denen der Manton eingerollt wird. Sie verhindern, dass die Säure aus dem Hausstaub das Seidengewebe angreift.

## Gebrauch

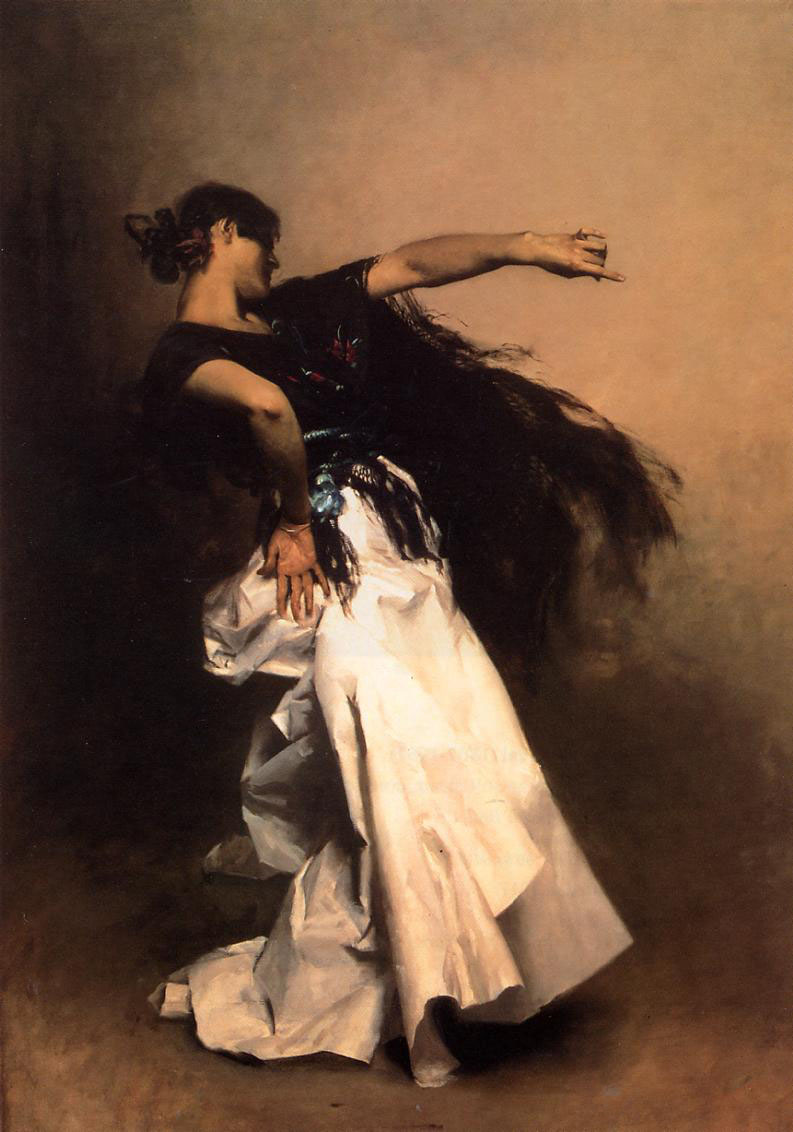
Flamencotänzerin mit Mantón, Ölgemälde von John Singer Sargent.

Üblicherweise wird der Mantón auf den Schultern getragen und diagonal zu einem Dreieck gefaltet. Er sollte den Rücken bedecken und bis zu den Fingerspitzen der Trägerin reichen, wenn sie die Arme locker herabhängen lässt. Häufig wird er auf einer Seite in Hüfthöhe geknotet.
Spätestens seit der Epoche der Cafés cantantes nutzen zahlreiche Flamenco-Tänzerinnen den Mantón de Manila, um mit seinen leuchtenden Farben und seinem schwungvollen Einsatz ihren Ausdruck zu unterstützen. Die lange Liste seiner Trägerinnen reicht von La Mejorana bis zu zeitgenössischen Tänzerinnen wie María Pagés.

## Rezeption
In der Zarzuela findet der Mantón an einigen Stellen Erwähnung, beispielsweise in folgendem Duett aus der Oper La verbena de Paloma von Ruperto Chapí nach einem Libretto von Ricardo de la Vega:
Julián:

«¿Dónde vas con mantón de Manila?

¿Dónde vas con vestido chiné?»

Susana:

«A lucirme y a ver la verbena,

y a meterme en la cama después.»
Julián:

„Wohin gehst du mit dem Mantón de Manila?

Wohin gehst du in einem Chinékleid?“

Susana:

„Um auf dem Fest zu glänzen, mich dort umzusehn,

und danach ins Bett zu gehn.“
Eine andere populäre Passage ist der Chor der Chulapos und Chulapas:
Por ser la Virgen de la Paloma,

un mantón de la China-na, China-na, China-na,

un mantón de la China-na te voy a regalar.
Weil ich die Virgen de la Paloma bin,

ein China-na-, China-na-, China-na-, China-na-tuch,

ein China-na-Tuch werd ich dir schenken.